# Unione Calcio Sampdoria 1955-1956
Questa voce raccoglie le informazioni riguardanti l'Unione Calcio Sampdoria nelle competizioni ufficiali della stagione 1955-1956.

## Divise
| Casa |

## Rosa
| N. |                   | Ruolo | Calciatore           |
| -- | ----------------- | ----- | -------------------- |
|    | Italia (bandiera) | P     | Antonio Pin          |
|    | Italia (bandiera) | P     | Ugo Rosin            |
|    | Italia (bandiera) | D     | Pietro Chiappin      |
|    | Italia (bandiera) | D     | Giuseppe Farina      |
|    | Italia (bandiera) | D     | Gaudenzio Bernasconi |
|    | Italia (bandiera) | D     | Romano Agostinelli   |
|    | Italia (bandiera) | C     | Innocente Meroi      |
|    | Italia (bandiera) | C     | Ferruccio Caceffo    |
|    | Italia (bandiera) | C     | Renato Martini       |

| N. |                        | Ruolo | Calciatore       |
| -- | ---------------------- | ----- | ---------------- |
|    | Italia (bandiera)      | C     | Giacomo Mari     |
|    | Italia (bandiera)      | C     | Alfredo Arrigoni |
|    | Italia (bandiera)      | C     | Mario Tortul     |
|    | Italia (bandiera)      | A     | Pierluigi Ronzon |
|    | Inghilterra (bandiera) | A     | Eddie Firmani    |
|    | Argentina (bandiera)   | A     | Humberto Rosa    |
|    | Italia (bandiera)      | A     | Oliviero Conti   |
|    | Italia (bandiera)      | A     | Innocente Meroi  |
|    | Italia (bandiera)      | A     | Renzo Uzzecchini |

## Risultati

### Serie A

#### Girone di andata
| Arbitro: | Bernardi (Bologna) |

|            |           |  |
| Conti[ 66’ | Marcatori |  |

| Arbitro: | Maurelli (Roma) |

|                                                               |           |                  |
| Nordahl 20’ 73’ Dal Monte 28’ Schiaffino 43’, 67’ Mariani 78’ | Marcatori | 3’ (aut.) Tognon |

| Arbitro: | Perego (Milano) |

|          |           |                                  |
| Mari 60’ | Marcatori | 42’ Hofling 46’ Murolo 47’ Motta |

| Arbitro: | Corallo (Lecce) |

|             |           |                       |
| Bettini 32’ | Marcatori | 12’ Conti 64’ Firmani |

| Arbitro: | Moriconi (Roma) |

|                |           |  |
| Ronzon 8’, 66’ | Marcatori |  |

| Arbitro: | Pieri (Trieste) |

|                    |           |                   |
| Di Pietro 31’, 44’ | Marcatori | 47’ (rig.) Tortul |

| Arbitro: | Jonni (Macerata) |

|                      |           |                          |
| Tortul 40’, 45’, 86’ | Marcatori | 35’ Lorenzi 64’ Skoglund |

| Arbitro: | Corallo (Lecce) |

|                |           |             |
| Di Giacomo 30’ | Marcatori | 29’ Firmani |

| Arbitro: | Jonni (Macerata) |

|                                     |           |  |
| Arrigoni 19’ Firmani 27’ Ronzon 76’ | Marcatori |  |

| Arbitro: | Bernardi (Genova) |

|  |           |               |
|  | Marcatori | 29’ Chiumento |

| Arbitro: | Marchetti (Milano) |

|             |           |                          |
| Marzani 33’ | Marcatori | 24’ Arrigoni 85’ Firmani |

| Arbitro: | Rigato (Mestre) |

|                                             |           |            |
| Rasmussen 3’ Annovazzi 16’, 69’ Longoni 27’ | Marcatori | 71’ Ronzon |

| Arbitro: | Menchini (Udine) |

|                                                              |           |  |
| Chiappin 2’ Firmani 37’, 46’, 52’, 77’ Arrigoni 58’ Rosa 66’ | Marcatori |  |

| Arbitro: | Pieri (Trieste) |

|                                                              |           |                         |
| Valentinuzzi 42’, 85’ Pivatelli 64’, 65’ (rig.) Pascutti 84’ | Marcatori | 45’ Martini 72’ Firmani |

| Firenze 15 gennaio 1956 15ª giornata | Fiorentina      | 0 – 0 | Sampdoria | Stadio Artemio Franchi\| Arbitro: \| Pieri (Trieste) \| |
| Arbitro:                             | Pieri (Trieste) |       |           |                                                         |

| Genova 22 gennaio 1956 16ª giornata | Sampdoria             | 0 – 0 | Torino | Stadio Luigi Ferraris\| Arbitro: \| Piemonte (Monfalcone) \| |
| Arbitro:                            | Piemonte (Monfalcone) |       |        |                                                              |

| Arbitro: | Jonni (Macerata) |

|             |           |  |
| Firmani 55’ | Marcatori |  |

#### Girone di ritorno
| Trieste 5 febbraio 1956 18ª giornata | Triestina       | 0 – 0 | Sampdoria | Stadio Giuseppe Grezar\| Arbitro: \| Moriconi (Roma) \| |
| Arbitro:                             | Moriconi (Roma) |       |           |                                                         |

| Arbitro: | Jonni (Macerata) |

|                |           |                           |
| Tortul 35’ 39’ | Marcatori | 7’ Schiaffino 29’ Ricagni |

| Vicenza 26 febbraio 1956 20ª giornata | Lanerossi Vicenza | 0 – 0 | Sampdoria | Stadio Romeo Menti\| Arbitro: \| Perego (Milano) \| |
| Arbitro:                              | Perego (Milano)   |       |           |                                                     |

| Arbitro: | Lo Bello (Siracusa) |

|            |           |                   |
| Tortul 22’ | Marcatori | 28’ (rig.) Vivolo |

| Arbitro: | De Gregorio (Legnano) |

|                                 |           |                      |
| Emoli 26’ (rig.) Francescon 37’ | Marcatori | 31’ Meroi 90’ Farina |

| Genova 18 marzo 1956 23ª giornata | Sampdoria             | 0 – 0 | Genoa | Stadio Luigi Ferraris\| Arbitro: \| Piemonte (Monfalcone) \| |
| Arbitro:                          | Piemonte (Monfalcone) |       |       |                                                              |

| Arbitro: | Bonetto (Torino) |

|                                                             |           |                   |
| Armano 6’, 66’, 75’ (rig.) Lorenzi 16’, 73’ Massei 42’, 58’ | Marcatori | 36’ (rig.) Tortul |

| Arbitro: | Corallo (Lecce) |

|                       |           |                   |
| Firmani 22’, 44’, 65’ | Marcatori | 36’ (rig.) Vinyei |

| Arbitro: | Corallo (Lecce) |

|                                           |           |                   |
| Jeppson 63’ Vitali 81’ (rig.) Pesaola 85’ | Marcatori | 13’ (rig.) Tortul |

| Arbitro: | Liverani (Torino) |

|               |           |                             |
| Chiumento 33’ | Marcatori | 30’, 70’ Firmani 51’ Ronzon |

| Arbitro: | Piemonte (Monfalcone) |

|             |           |             |
| Firmani 22’ | Marcatori | 81’ Savioni |

| Arbitro: | Bonetto (Torino) |

|                                     |           |  |
| Tortul 6’ (rig.), 37’, 47’ Rosa 24’ | Marcatori |  |

| Arbitro: | Annoscia (Bari) |

|                              |           |  |
| Orzan 77’ (rig.) Borsani 89’ | Marcatori |  |

| Arbitro: | Rigato (Mestre) |

|                             |           |                                                    |
| Tortul 66’ (rig.) Conti 88’ | Marcatori | 4’, 48’, 63’ Pivatelli 74’ Bonifaci 78’ Cervellati |

| Genova 20 maggio 1956 32ª giornata | Sampdoria | 0 – 0 | Fiorentina | Stadio Luigi Ferraris\| Arbitro: \| Marschall \| |
| Arbitro:                           | Marschall |       |            |                                                  |

| Arbitro: | Ferrari (Milano) |

|                         |           |            |
| Antoniotti 7’ Bacci 44’ | Marcatori | 80’ Ronzon |

| Arbitro: | Corallo (Lecce) |

|              |           |                        |
| Da Costa 58’ | Marcatori | 71’ Ronzon 82’ Firmani |

## Statistiche

### Statistiche di squadra
| Competizione | Punti | In casa | In casa | In casa | In casa | In casa | In casa | In trasferta | In trasferta | In trasferta | In trasferta | In trasferta | In trasferta | Totale | Totale | Totale | Totale | Totale | Totale | DR |
| Competizione | Punti | G       | V       | N       | P       | Gf      | Gs      | G            | V            | N            | P            | Gf           | Gs           | G      | V      | N      | P      | Gf     | Gs     | DR |
| ------------ | ----- | ------- | ------- | ------- | ------- | ------- | ------- | ------------ | ------------ | ------------ | ------------ | ------------ | ------------ | ------ | ------ | ------ | ------ | ------ | ------ | -- |
| Serie A      | 35    | 17      | 8       | 6       | 3       | 31      | 16      | 17           | 4            | 5            | 8            | 20           | 38           | 34     | 12     | 11     | 11     | 51     | 54     | -3 |

### Statistiche dei giocatori
| Giocatore      | Serie A  | Serie A |
| Giocatore      | Presenze | Reti    |
| -------------- | -------- | ------- |
| R. Agostinelli | 32       | 0       |
| A. Arrigoni    | 34       | 3       |
| G. Bernasconi  | 33       | 0       |
| P. Chiappin    | 34       | 1       |
| L. Colangeli   | 2        | 0       |
| O. Conti       | 11       | 3       |
| G. Farina      | 34       | 1       |
| E. Firmani     | 29       | 17      |
| G. Mari        | 4        | 1       |
| R. Martini     | 31       | 1       |
| I. Meroi       | 2        | 1       |
| A. Pin         | 33       | -54     |
| P. Ronzon      | 33       | 7       |
| H. Rosa        | 28       | 2       |
| U. Rosin       | 1        | 0       |
| M. Tortul      | 33       | 13      |